# Хорн-Кукшум
Хорн-Кукшу́м (чув. Хурӑн Кӑкшӑм) — деревня в Вурнарском районе Чувашской Республики. Входит в состав Алгазинского сельского поселения.

## География
Находится в центральной части Чувашии, на расстоянии приблизительно 13 км на север-северо-запад по прямой от районного центра поселка Вурнары на правом берегу реки Большой Цивиль.

## История
Известна с 1858 года как околоток деревни Байглычева (ны¬не не существует), когда в ней проживало 147 человек. В 1897 году был учтен 231 житель, в 1926 — 73 двора, 329 жителей, в 1939—370 жителей, в 1979—203. В 2002 году было 65 дворов, в 2010 — 48 домохозяйств. В 1930 году был образован колхоз «Красноармеец», в 2010 действовал ООО "Агрофирма «Родник».

## Население
Постоянное население составляло 183 человека (чуваши 100 %) в 2002 году, 142 в 2010.